# Andri Marteinsson
Andri Marteinsson (* 31. Januar 1965) ist ein ehemaliger isländischer Fußballspieler. Der Mittelfeldspieler bestritt zwischen 1984 und 1994 20 Länderspiele und erzielte dabei ein Tor.
Stationen seiner Klubkarriere von 1983 bis 1994 waren die isländischen Fußballclubs Víkingur Reykjavík, KR Reykjavík, Víkingur Reykjavík und FH Hafnarfjörður.